# Louella Parsons
Louella Parsons, nata Louella Rose Oettinger (Freeport, 6 agosto 1881 – Santa Monica, 9 dicembre 1972), è stata una giornalista e scrittrice statunitense.
I suoi articoli di gossip e recensioni cinematografiche furono celebri, in quanto influenzavano la vita e la carriera di molti attori e film.

## Biografia
Nata con il nome di Louella Rose Oettinger nello stato dell'Illinois, figlia di Joshua Oettinger e Helen Stein, aveva due fratelli Edwin e Fred, e una sorella di nome Rae. Lavorò per la Dixon Morning Star. Si trasferì poi presso l' Industria cinematografica di Chicago, dove iniziò a scrivere soggetti per film per la Essanay Studios. A quei tempi diede alle stampe un libro, How to Write for the Movies. Quando giunse il successo, Louella ebbe Hedda Hopper come rivale. Scrisse altri due libri; nel 1944 la sua autobiografia dal titolo The Gay Illiterate pubblicato da Doubleday, Doran e Company e Tell It To Louella del 1961, pubblicato da G.P. Putnam's Sons.
Morì nel 1972: da anni soffriva di arteriosclerosi.

## Vita privata
Dal suo primo matrimonio, terminato con un divorzio, nacque la sua unica figlia Harriet. Il secondo matrimonio si concluse allo stesso modo. La giornalista sposò in terze nozze un chirurgo, che la lasciò poi vedova.

## Nella cultura di massa
La sua figura fu ripresa più volte nel mondo del cinema, interpretata tra l'altro da Elizabeth Taylor nel 1985 nel film per la televisione Malizia a Hollywood, mentre nel 2001 la impersonò Jennifer Tilly nel film The Cat's Meow. Sul piccolo schermo è stata interpretata da Brenda Blethyn nel film RKO 281 - La vera storia di Quarto potere (1999).

## Riconoscimenti
- Vincitrice del Golden Globe Speciale, 1960
- Celebrità della Hollywood Walk of Fame

## Filmografia

### Sceneggiatrice
- The Magic Wand, regia di Theodore Wharton (1912)
- Chains, regia di Archer MacMackin (1912)
- Charlot attore (His New Job), regia di Charlie Chaplin (1915)
- The Isle of Forgotten Women, regia di George B. Seitz (1927)

### Film o documentari dove appare Louella Parsons
- Maschere di celluloide (Show People), regia di King Vidor - sé stessa (1928)
- Hollywood Hotel, regia di Busby Berkeley - sé stessa (1937)
- The Casting Couch, regia di John Sealey - video con filmati di repertorio (1995)